# 埤子墘
埤子墘，原寫為埤仔墘，是臺灣彰化縣伸港鄉的一個傳統地域名稱，位於該鄉東南部。相較於今日行政區，其範圍大致包括新港村東南端、七嘉村不含北部凸出部分、埤墘村、汴頭村。

## 歷史
台灣清治末期至日治初期，埤子墘地區為一街庄，稱為「埤仔墘庄」，隸屬於線西堡。該庄北與溪底庄為鄰，東北及東與塗厝厝庄為鄰，南邊為月眉庄，西邊及西北邊為新港庄。
1901年（日治明治三十四年）11月，該庄隸屬於彰化廳。1909年（明治四十二年）10月，改隸屬於臺中廳。1920年（大正九年），該庄改制並雅化為「埤子墘」大字，隸屬於臺中州彰化郡線西庄，大字下有「埤子墘」、「汴頭」小字名。
戰後線西庄改制為線西鄉，隸屬於彰化縣，大字亦改制為村。1950年7月，線西、新港分治，本地區改隸屬新成立的新港鄉。1959年7月，因與嘉義縣新港鄉同名，經抽籤後鄉名改為伸港鄉。

## 聚落
本地區發展較早的聚落有汴頭、十八張、竪埒、埤仔墘、七頭圭、崙仔頂等，在日治期初期的官方地圖上已有記載。此外，本地區尚有三塊厝子、圳下、西邊竹園、圓頂等聚落。

## 交通
省道台61乙線又稱「又稱彰濱聯絡道」，大致以橫向經過埤子墘北部地區，往東可前往國道3號的和美交流道，往西可前往彰化濱海工業區線西區。
縣道134號（中興路一段、新港路）是新港至彰化的道路，大致以南北向經過本地區西南部，往北可前往新港，往南可前往和美、彰化等地。
鄉道彰4線（中華路）是蚵寮至東竹圍的道路，也是本地區主要的橫向道路之一，大致以西北西－東南東走向蜿蜒經過本地區中部偏北地帶。由該道路向西北西可前往伸港市區（水尾）、泉州厝中部並止於省道台17線路口，向東南東可前往塗厝厝西部並止於縣道139號路口。
鄉道彰3線（中華路670巷）是堤頭至汴頭的道路，其南側端點位於本地區中部偏東北鄉道彰4線路口。由此向北北東出境後可前往溪底並止於濱海路路口。

## 學校
- 伸港國中第二校區
- 伸東國小